# مراد اردوغان
مراد اردوغان (انگلیسی: Murat Erdoğan؛ زادهٔ ۱ اوت ۱۹۷۶) بازیکن فوتبال اهل ترکیه است.
از باشگاه‌هایی که در آن بازی کرده‌است می‌توان به باشگاه فوتبال قاسم‌پاشا اسپور، باشگاه فوتبال آنکارا اسپور، باشگاه فوتبال غازی عینتاب‌اسپور، باشگاه فوتبال گالاتاسرای، باشگاه فوتبال مرسین، باشگاه فوتبال مانیسااسپور، باشگاه فوتبال آنکاراگوچو، باشگاه فوتبال سیواس‌اسپور، باشگاه ورزشی ساکاریاسپور، باشگاه ورزشی استانبول‌اسپور، و باشگاه ورزشی مالاتیااسپور اشاره کرد.